# Championnat d'Ouzbékistan de football
Cet article traite uniquement de la compétition masculine. Pour la compétition féminine, voir Championnat d'Ouzbékistan de football féminin.
Le championnat d'Ouzbékistan de football, aussi appelé Super Ligue d'Ouzbékistan (en ouzbek : O'zbekiston Superligasi)  a été créée en 1992, l'année suivant l'indépendance de l'État. Seize clubs participent à la compétition.

## Palmarès

### Sous l'URSS
- 1926    FC Tachkent
- 1927    FC Tachkent
- 1928    FC Ferg'ona
- 1929    FC Tachkent
- 1930    FC Tachkent
- 1931-32   pas de championnat
- 1933    FC Tachkent
- 1934    FC Tachkent
- 1935    FC Tachkent
- 1936    FC Tachkent
- 1937    Spartak Tachkent
- 1938    Spartak Tachkent
- 1939    Dinamo Tachkent
- 1940-47   pas de championnat
- 1948    Polyarnaya Zvezda Tachkent Oblast
- 1949    Dinamo Tachkent
- 1950    Spartak Tachkent
- 1951    Spartak Tachkent
- 1952    Dinamo Tachkent
- 1953    FShM Tachkent
- 1954    Dinamo Tachkent
- 1955    ODO Tachkent
- 1956    ODO Tachkent
- 1957    Mashstroi Tachkent
- 1958    Khimik Chirchik
- 1959    Mekhnat Tachkent
- 1960    Sokol Tachkent
- 1961    Sokol Tachkent
- 1962    Sokol Tachkent
- 1963    Sokol Tachkent
- 1964    Sokol Tachkent
- 1965    Sokol Tachkent
- 1966    Zvezda Tachkent
- 1967    Tashavtomash Tachkent
- 1968    Chust Namangan Oblast
- 1969    Tashkabel Tachkent
- 1970    SKA Tachkent
- 1971    Yangiaryk Khorezm Oblast
- 1972    Trud Jizzak
- 1973    Quruvchi Samarqand
- 1974    Pakhtakor Gulistan
- 1975    Zarafshan Navoi
- 1976    Traktor Tachkent
- 1977    Khiva
- 1978    Khorezm (Kolkhoz im. Narimanova)
- 1979    Khisar Shakhrisabz
- 1980      pas de championnat
- 1981    Ekipress Samarqand
- 1982    Beshkent
- 1983    Tselinnik Turtkul
- 1984    Khorezm Khanki
- 1985    Shakhter Angren
- 1986    Traktor Tachkent
- 1987    Avtomobilist Ferg'ona
- 1988    Selmashevets Chirchik
- 1989    Nurafshon Bukhara
- 1990    Naryn Khakulabad
- 1991    Politotdel Tachkent

### Depuis l'indépendance
| Saison | Champion                                            | Vice-champion                                       |
| ------ | --------------------------------------------------- | --------------------------------------------------- |
| 1992   | Neftchi Ferghana Pakhtakor Tachkent (titre partagé) | Neftchi Ferghana Pakhtakor Tachkent (titre partagé) |
| 1993   | Neftchi Ferghana (2)                                | Pakhtakor Tachkent                                  |
| 1994   | Neftchi Ferghana (3)                                | Nurafshon Bukhara                                   |
| 1995   | Neftchi Ferghana (4)                                | MHSK Tachkent                                       |
| 1996   | Navbahor Namangan                                   | Neftchi Ferghana                                    |
| 1997   | MHSK Tachkent                                       | Neftchi Ferghana                                    |
| 1998   | Pakhtakor Tachkent (2)                              | Neftchi Ferghana                                    |
| 1999   | Doslik Tachkent                                     | Neftchi Ferghana                                    |
| 2000   | Doslik Tachkent (2)                                 | Neftchi Ferghana                                    |
| 2001   | Neftchi Ferghana (5)                                | Pakhtakor Tachkent                                  |
| 2002   | Pakhtakor Tachkent (3)                              | Neftchi Ferghana                                    |
| 2003   | Pakhtakor Tachkent (4)                              | Neftchi Ferghana                                    |
| 2004   | Pakhtakor Tachkent (5)                              | Neftchi Ferghana                                    |
| 2005   | Pakhtakor Tachkent (6)                              | Mash'al Mubarek                                     |
| 2006   | Pakhtakor Tachkent (7)                              | Neftchi Ferghana                                    |
| 2007   | Pakhtakor Tachkent (8)                              | FK Bunyodkor                                        |
| 2008   | FK Bunyodkor                                        | Pakhtakor Tachkent                                  |
| 2009   | FK Bunyodkor (2)                                    | Pakhtakor Tachkent                                  |
| 2010   | FK Bunyodkor (3)                                    | Pakhtakor Tachkent                                  |
| 2011   | FK Bunyodkor (4)                                    | Nasaf Qarshi                                        |
| 2012   | Pakhtakor Tachkent (9)                              | FK Bunyodkor                                        |
| 2013   | FK Bunyodkor (5)                                    | Lokomotiv Tachkent                                  |
| 2014   | Pakhtakor Tachkent (10)                             | Lokomotiv Tachkent                                  |
| 2015   | Pakhtakor Tachkent (11)                             | Lokomotiv Tachkent                                  |
| 2016   | Lokomotiv Tachkent                                  | FK Bunyodkor                                        |
| 2017   | Lokomotiv Tachkent (2)                              | Nasaf Qarshi                                        |
| 2018   | Lokomotiv Tachkent (3)                              | Pakhtakor Tachkent                                  |
| 2019   | Pakhtakor Tachkent (12)                             | Lokomotiv Tachkent                                  |
| 2020   | Pakhtakor Tachkent (13)                             | Nasaf Qarshi                                        |
| 2021   | Pakhtakor Tachkent (14)                             | Sogdiana Jizzakh                                    |
| 2022   | Pakhtakor Tachkent (15)                             | Navbahor Namangan                                   |
| 2023   | Pakhtakor Tachkent (16)                             | Nasaf Qarshi                                        |
| 2024   | Nasaf Qarshi (1)                                    | FK AGMK                                             |